# 롭 보먼
롭 스탠턴 보먼(영어: Rob Stanton Bowman 1960년 5월 15일 ~ )는 미국의 영화 감독, 영화 제작자이다. 드라마 《스타 트렉》, 《엑스파일》, 《캐슬》, 영화 《레인 오브 파이어》, 《일렉트라》 등이 그의 대표작이다.

## 제작 작품

### 영화
- 에어본 Airborne (1993)
- 엑스파일 The X-Files (1998, 영화판)
- 레인 오브 파이어 Reign of Fire (2002)
- 일렉트라 Elektra (2005)

### 드라마
- 캐슬 Castle
- 스타 트렉: 신세기 Star Trek: The Next Generation
- 엑스파일 The X Files
- A 특공대 The A-Team